# Cristei-de-baltă

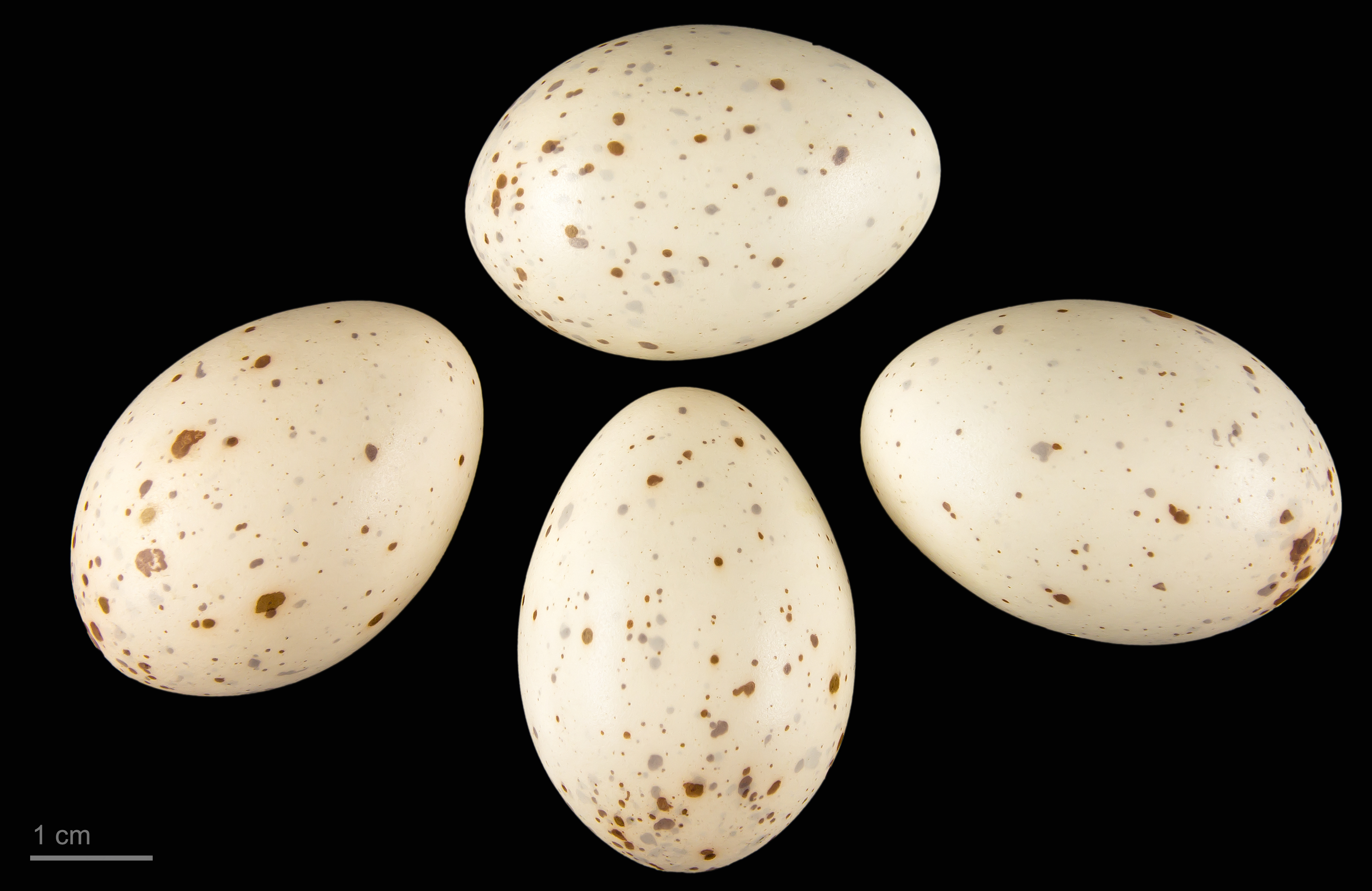
Rallus aquaticus - MHNT

Cârstelul-de-baltă sau cristeiul-de-baltă (Rallus aquaticus) este o pasăre semiacvatică migratoare din familia ralide care cuibărește în Europa, cu excepția extremului nord, și partea de vest a Asiei. Populațiile nordice și estice migrează în sudul Europei în jurul Mării Mediterane, nordul Africii și în India pentru iernare, părăsind teritoriile de cuibărire în septembrie-octombrie revenind în martie-aprilie. În România și Republica Moldova cârstelul de baltă trăiește în bălțile nămoloase cu stufăriș și în mlaștinile din sectoarele forestiere; este semnalat și în zonele marginale cu vegetație acvatică bogată ale lacurilor și iazurilor. Sosește la noi în martie-aprilie și pleacă pe la sfârșitul lunii august-octombrie; în iernile blânde foarte mulți rămân în preajma apelor neînghețate, la care se adaugă adesea exemplare nordice. Este foarte prudent, duce un mod de viață ascuns prin stufăriș, fiind mai activ în amurg și noaptea. Greu de văzut, este ușor de auzit când guiță ca un purcel la tăiere sau horcăie. Lungimea corpului este de 22-28 cm, anvergura aripilor de 38-45 cm, greutatea de 70-190 g. Longevitatea maximă înregistrată în natură este de 8 ani și 9 luni. Are ciocul roșcat, mai lung decât capul, coada scurtă și picioarele lungi, roz-alburii, înzestrate cu degete subțiri și lungi adaptate la deplasarea prin baltă. Irisul este brun-roșcat. Penajul pe spate brun-măsliniu, cu pete întunecate, iar pe partea ventrală cenușiu-albastru, flancurile cu benzi albe și negre, tectricele subcodale albe. Sexele sunt similare cu toate că femela este mai mică. Este o specie omnivoră ce se hrănește cu nevertebrate terestre și acvatice (insecte, păianjeni, moluște, raci, râme, lipitori), amfibieni mici, pești, păsări și mamifere și uneori cu lăstari, rădăcini, fructe și semințe de plante acvatice. Atinge maturitatea sexuală la vârsta de un an. Este o specie monogamă, cuibărește în perechi solitare sau în grupuri mici. Cuibul și-l face în vegetația deasă, deseori în trestie ori papură, aproape de ape puțin adânci sau pe tulpinile plantelor acvatice, deasupra apei, mai rar pe pământ sau pe trunchiuri de copac. Cuibul este bine camuflat, are o formă de ceașcă și este construit de ambii părinți din rămășițe de tulpini și frunze de stuf, rogoz, papură etc. Femela depune în martie-iunie o pontă formată din 5-16 ouă gălbui stropite cu brun. Dimensiunea medie a oului este de 36×26 mm. Clocesc mai ales femelele. Incubația durează 19-22 de zile. Perechile adeseori depun a  doua pontă într-un sezon. Puii sunt nidifugi și sunt îngrijiți și hrăniți de ambii părinți. Specia Rallus aquaticus include 3 subspecii. În România și Republica Moldova trăiește subspecia Rallus aquaticus aquaticus.

## Fosile
Cea mai veche fosilă de cristei-de-baltă este constituită din oase găsite în Carpați și datând din Pliocen (acum 5,3 până la 1,8 milioane de ani). La sfârșitul Pleistocenului, două milioane de ani mai târziu, urmele fosilizate sugerează că cristeiul-de-baltă era prezent pe o arie mai întinsă decât aceea pe care o ocupă astăzi. Au fost găsite vreo treizeci de fosile din această specie în Bulgaria, și altele prin Sudul Europei și în China. Au fost găsite, pe insula Ibiza, urme fosilizate ale unei specii de cristei, astăzi dispărută, Rallus eivissensis, care era mai mic, dar mai robust decât cristeiul-de-baltă, și avea probabil mai slabe aptitudini de zbor. În Cuaternar, insula nu avea mamifere terestre, iar această specie de cristei descindea se pare din omologul său continental, cristeiul-de-baltă. S-a stins aproape de momentul în care a ajuns omul pe insulă, între 16.700 și 5300 î.Hr. Cristeiul-de-baltă este actualmente o pasăre rară în Ibiza.

## Numiri românești
Cârstel-de-baltă, Cristei-de-baltă, Cristei negru, Cresteț-de-baltă, Cristeț-de-baltă, Crastaniu.

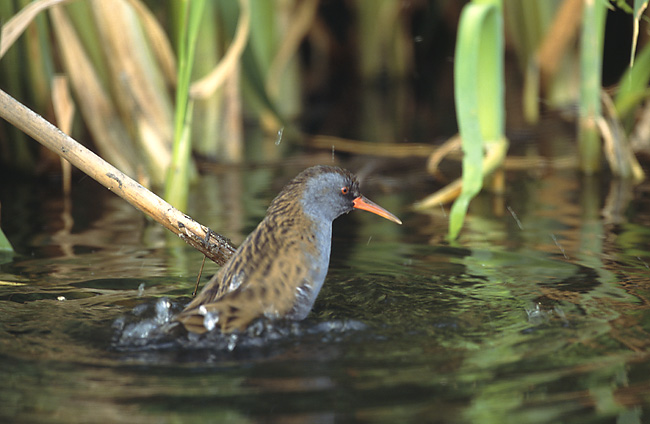
Cristei de baltă